# پلی‌تیازیل
پلی‌تیازیل (به انگلیسی: Polythiazyl) با فرمول شیمیایی (SN)x یک ترکیب شیمیایی است. که جرم مولی آن ۲۶۲٫۳۰ g/mol می‌باشد. شکل ظاهری این ترکیب، فلز براق به رنگ برنز است.